# Otiothops chicaque
Espèce
Otiothops chicaque est une espèce d'araignées aranéomorphes de la famille des Palpimanidae.

## Distribution
Cette espèce est endémique du département de Cundinamarca en Colombie,. Elle se rencontre vers San Antonio del Tequendama.

## Description
Le mâle holotype mesure 6,7 mm et la femelle paratype 6,4 mm.

## Étymologie
Son nom d'espèce lui a été donné en référence au lieu de sa découverte, Chicaque.

## Publication originale
- Cala-Riquelme, Quijano-Cuervo, Sabogal-González & Agnarsson, 2018 : New species of Otiothopinae (Araneae: Palpimanidae) from Colombia. Zootaxa, no 4442(3), p. 413-426.